# Эбра, Робер
Робер Эбра (фр. Robert Hébras; 29 июня 1925[…], Орадур-сюр-Глан — 11 февраля 2023, Сен-Жюньен) — один из уцелевших в резне в Орадуре-сюр-Глан (департамент Верхняя Вьенна), которая произошла 10 июня 1944 года, когда нацисты уничтожили деревню и истребили 642 её жителя.

## Биография
Его мать Мария, девятилетняя сестра Дениз, и 22-летняя сестра Жоржетта погибли во время этой резни: их с частью других жителей деревни сожгли в церкви. Кроме самого Робера из его семьи выжил его отец, который случайно в тот день уехал из деревни, и сестра Елена, которая ранее вышла замуж и уехала.
Сам Робер, которого с ещё шестью десятками человек эсэсовцы загнали в амбар, во время расстрела мужчин деревни притворился мёртвым и лежал в куче трупов, когда нацисты подожгли их. Он был сильно обожжён и дважды ранен, но сумел выбраться из деревни. В дальнейшем он принимал активное участие в движении Сопротивления.
Дальнейшую жизнь Робер посвятил сохранению памяти о произошедшей трагедии, водил экскурсии по руинам деревни вплоть до преклонного возраста. В 1953 году он выступил на процессе в Бордо против виновников массового убийства в Орадур. В 1983 году он выступил в качестве свидетеля в судебном процессе против бывшего эсэсовца Гейнца Барта — одного из палачей Орадура, проживавшего в ГДР.
Был женат, есть сын и трое внуков. Жил в Сен-Жуньен, недалеко от Орадура. После смерти Жана-Марселя Дарту 4 октября 2016 года оставался единственным оставшимся в живых свидетелем орадурской бойни.

## Награды

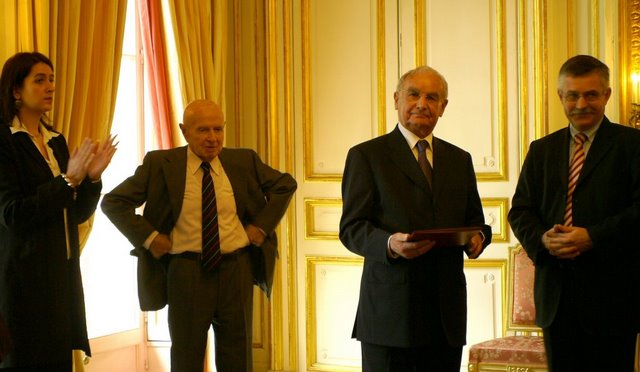
Внучка Дельфин Эбра, 99-летний Жан Серог, Робер Эбра и посол Австрии в Париже Юбер Хейсс.

Орден Почётного легиона, 9 июня 2001.
В 2008 году Робер Хебра получил Премию Австрийской мемориальной службы. Церемония награждения прошла в австрийском посольстве в Париже 17 марта.
Орден «За заслуги перед Федеративной Республикой Германия», 21 сентября 2012.